# سامبا دياوارا
سامبا دياوارا (بالفرنسية: Samba Diawara)‏ (15 مارس 1978 بباريس في فرنسا - ) هو لاعب كرة قدم فرنسي ومالي في مركز الدفاع، شارك في كأس الأمم الأفريقية 2002. وشارك مع منتخب مالي لكرة القدم. أما مع النوادي، فقد لعب مع أولمبيك تشارلروا وسانت خيلويزي ونادي النجم الأحمر سانت أوين ونادي إستر ونادي تروا ونادي لوهان كويسو وRoyale Union Tubize-Braine ‏.

## وصلات خارجية
- سامبا دياوارا على موقع قاعدة بيانات كرة القدم.إي يو (الإنجليزية)
- سامبا دياوارا على موقع ناشيونال فوتبول تيمز (الإنجليزية)
- سامبا دياوارا على موقع Soccerbase.com (لاعب) (الإنجليزية)
- سامبا دياوارا على موقع Soccerbase.com (مدرب) (الإنجليزية)
- سامبا دياوارا على موقع Soccerway.com (الإنجليزية)